# La Losa
La Losa er en by og kommune i det centrale Spanien i provinsen Segovia. Den har et indbyggertal på 531 (2024) indbyggere.